# Dominikus Aßfalg
Dominikus Aßfalg OSCO (* 22. Oktober 1847 in Grundsheim, Württemberg, bei Munderkingen, als Franz Xaver Aßfalg; † 27. Januar 1922) war ein deutscher Trappist und Abt der Trappistenabtei Marija-Zvijezda (Mariastern) in Bosnien und Herzegowina.

## Leben
Aßfalg war der älteste Sohn einer Landwirtsfamilie und übernahm nach dem Tod des Vaters den Hof. Im Dezember 1877 trat er in die Abtei Mariastern ein. Zeitweise wollte er Franz Pfanner in die Mission zur Gründung der Mariannhiller Missionare begleiten. Nach seinem Studium wurde er 1888 zum Priester geweiht. Nachdem Pfanner die Abtei mit 60 Mönchen verlassen hatte, wurde Aßfalg Cellerar. Im August 1888 wurde er Prior und Novizenmeister und 1890 Leiter des Waisenhauses.
Nachdem Abt Bonaventura Baier 1893 bei einem Unfall gestorben war, wurde Aßfalg am 29. Januar 1894 zum Abt gewählt. Jean-Baptiste Epalle aus der Trappistenabtei Reichenburg installierte ihn am 15. April 1894 und er erhielt die Abtsbenediktion von Marijan Marković, Bischof von Banja Luka. Aßfalgs Wahlspruch war In Omnibus caritas, in allen Dingen die Liebe. In der Zeit seines Dienstes wuchs Mariastern zur größten Abtei des Trappistenordens mit zeitweise 220 Mönchen und hatte zwei abhängige Niederlassungen in Bosnien und ein Priorat in Dalmatien, das allerdings kurz vor den Tod Aßflags aus politischen Gründen geschlossen werden musste. Der Großteil der Mönche stammte zwar aus Deutschland, ein guter Teil kam aber auch aus Kroatien und Bosnien-Herzegowina. 1897 gründete er eine Oblatenschule. Er war der Großonkel des späteren Abtes von Mariawald Otto Aßfalg.
Am 4. Juni 1920 trat er von seinem Amt zurück.